# فلورنسا ويليام
فلورنسا ويليام (بالإنجليزية: Florence Hale)‏ هي ممثلة أمريكية، ولدت في 14 مايو 1887، وتوفيت في 2 أبريل 1945.

## وصلات خارجية
- فلورنسا ويليام على موقع IMDb (الإنجليزية)
- فلورنسا ويليام على موقع قاعدة بيانات الأفلام السويدية (السويدية)
- فلورنسا ويليام على موقع قاعدة بيانات الفيلم (الإنجليزية)
- فلورنسا ويليام على موقع كينوبويسك (الروسية)